# Cilkani
Cilkani (gruz. წილკანი) – wieś w Gruzji, w regionie Mccheta-Mtianetia, w gminie Mccheta. W 2014 roku liczyła 3590 mieszkańców.